# Lanxi (Jinhua)

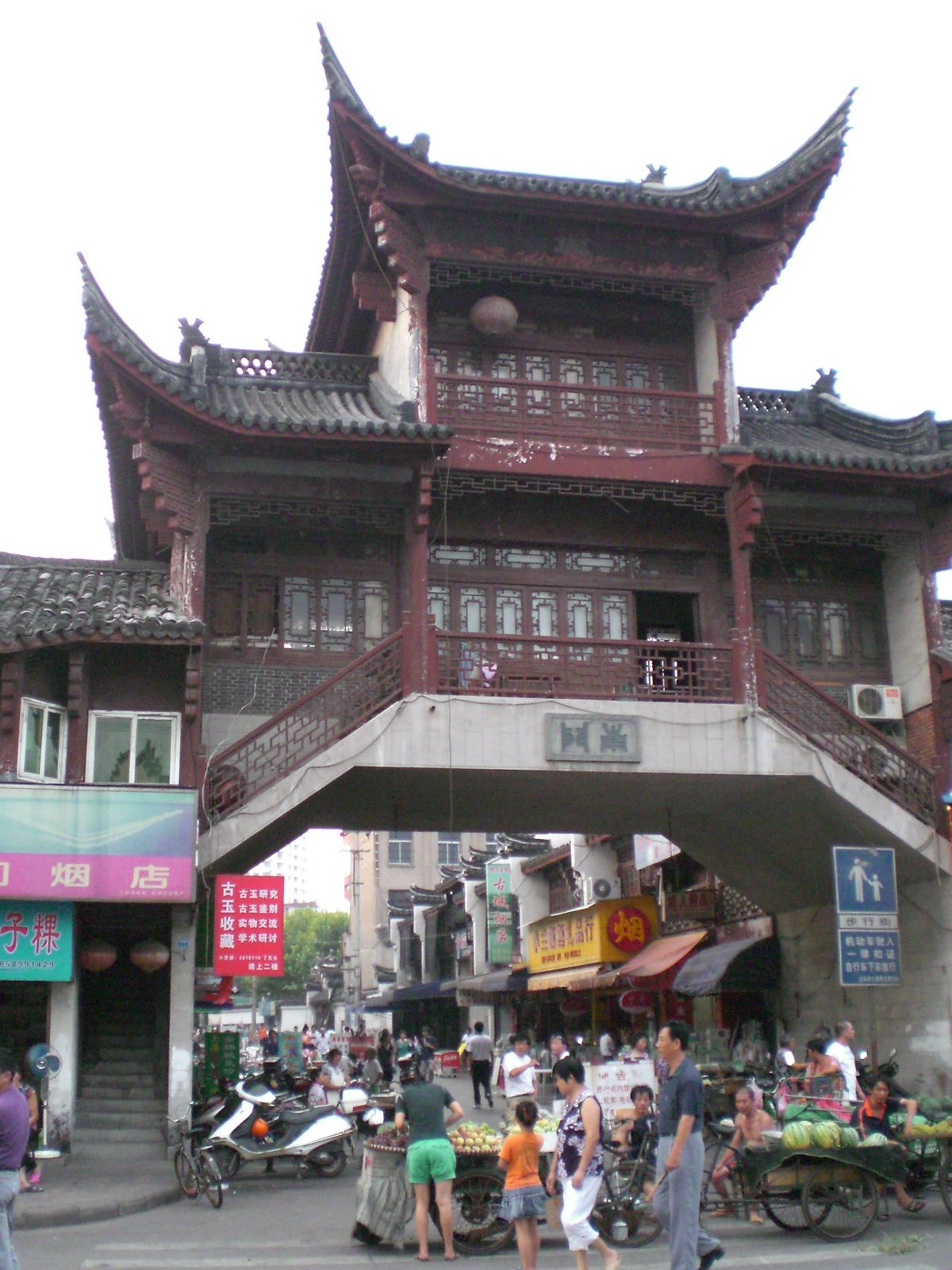
Das alte Stadttor "Nanmen" (Südtor) in Lanxi

Lanxi (chinesisch 兰溪市, Pinyin Lánxī Shì) ist eine kreisfreie Stadt der bezirksfreien Stadt Jinhua in der chinesischen Provinz Zhejiang. Die Fläche beträgt 1.312 Quadratkilometer und die Einwohnerzahl 574.801 (Stand: Zensus 2020). 1999 zählte Lanxi 660.524 Einwohner. Die Stadt liegt an dem großen Fluss Lanjiang und ist nicht weit von der wichtigen Handelsstadt Yiwu entfernt. Die Provinzhauptstadt Hangzhou ist sehr einfach mit Bussen oder dem Zug zu erreichen, die mehrmals täglich zwischen den Städten pendeln.
Die alten Dörfer Zhuge und Changle (Zhuge, Changle cun minju 诸葛、长乐村民居) und die traditionelle Architektur des Dorfes Zhiyan (Zhiyan cun jianzhuqun 芝堰村建筑群) stehen seit 1996 bzw. 2006 auf der Liste der Denkmäler der Volksrepublik China.
Besonders schön sind sowohl die Altstadt, mit traditionellen chinesischen Häusern, als auch die Insel im Fluss. Auf der Insel befinden sich zahlreiche Unterhaltungsmöglichkeiten und ein großer Park. Auch die Essensstrasse in der Innenstadt ist beeindruckend. Dort lassen sich unzählige Restaurants mit Sitzplaetzen im Freien finden. Das Essen ist allgemein eine Attraktion der Stadt, denn es gibt hier sehr viele Kleinigkeiten, die es so nirgendwo anders in der Volksrepublik China gibt.